# Drosophila illata
Drosophila illata este o specie de muște din genul Drosophila, familia Drosophilidae, descrisă de Walker în anul 1860. Conform Catalogue of Life specia Drosophila illata nu are subspecii cunoscute.